# Soma (stad in Turkije)
Soma is de hoofdstad van het gelijknamige district Soma in de Turkse provincie Manisa. Soma had in 2012 ongeveer 76.000 inwoners.
De stad leeft van de winning van bruinkool, die dient als brandstof van de bij de stad gelegen energiecentrale. Bij de stad ligt ook een windmolenpark, het Soma Rüzgâr Enerji Santrali, met 119 Enercon windturbines en een vermogen van 140,4 MW.
In 2014 vond nabij Soma een mijnramp plaats waarbij ongeveer 300 mensen omkwamen en 450 mensen gered konden worden.